# 高史明
高 史明（コ・サミョン、こう しめい、朝: 고사명, 1932年1月17日 - 2023年7月15日）は、在日朝鮮人二世の小説家。本名は金天三(キム・チョンサム, 朝: 김천삼)。

## 経歴
1932年、山口県下関市の彦島に生まれる。3歳にして母と死別し、石炭仲仕であった父に育てられる。高等小学校中退後、職を転々とする。その中で、朝鮮が日本の植民地であったことが、差別と貧困につながっていることに気づき、政治活動に参加する。
1971年、初の著作『夜がときの歩みを暗くするとき』を上梓する。
1975年、『生きることの意味』で日本児童文学者協会賞、産経児童出版文化賞を受賞
同年3月13日、詩人の金芝河が反共法違反で再逮捕された。同年5月17日から19日にかけて、高史明、大江健三郎、小田実、井出孫六、青地晨、日高六郎、真継伸彦、鄭敬謨らは金の即時釈放を訴え、数寄屋橋公園で48時間ハンガー・ストライキを行った。
同年7月17日、一人息子の岡真史が12歳で自殺した。その遺稿詩集『ぼくは12歳』を妻の岡百合子との編纂で刊行、1979年にNHKでテレビドラマ化された。その後、親鸞と『歎異抄』の教えに帰依し、著作のほか、各地で講話活動を行う。
2008年3月30日に放送された「ETV特集」に出演、爆笑問題の太田光が自宅を訪問し、話題となった。2010年、自らのメッセージを綴った言葉の本『高史明の言葉ーいのちは自分のものではない』、また集大成として『古事記』の時代から現代まで日本史の闇をひもとく5年がかりの書き下ろし大著『月愛三昧』を上梓。
2023年7月15日午後5時30分、神奈川県の自宅で老衰のため死去。91歳没。

## 著書
- 『夜がときの歩みを暗くするとき』筑摩書房 1971年
- 『彼方に光を求めて』筑摩書房 1973年
- 『生きることの意味 ある少年のおいたち』筑摩書房（ちくま少年図書館） 1974年　のち文庫
- 『一粒の涙を抱きて 歎異抄との出会い』毎日新聞社 1977年
- 『深きいのちに目覚めて』弥生書房 1980年
- 『いのちの優しさ』筑摩書房 1981年　のち文庫
- 『夜空に星のまたたく限り O.Mさんへの手紙』柏樹社 1981年 「いのちの大河」と改題、ちくま文庫
- 『歎異抄との出会い』径書房
  - 第1部　少年の闇 1983年
  - 第2部　青春無明 1983年
  - 第3部　悲の海へ 1985年

- 「生きることの意味　青春篇」としてちくま文庫
- 『歎異抄 この不思議ないのちの光』光村図書出版（朝日カルチャー叢書）　1985年
- 『生きることを学んだ本』筑摩書房（ちくまプリマーブックス）　1987年
- 『子どもたちと光といのち』エイデル研究所 1987年
- 『生きることと読むこと』筑摩書房（ちくまプリマーブックス）　1991年
- 『真実のいのちに導かれて』真宗大谷派宗務所出版部 1991年
- 『歎異抄のこころ』日本放送出版協会 1993年 のちNHKライブラリー
- 『「ことばの知恵」を超えて 同行三人』新泉社 1993年
- 『悲しみを通して真実のいのちをいただく』法藏館 1993年
- 『死に学ぶ生の真実』法藏館 1994年
- 『真夏の蒼い寒い空を見上げて 「八月十五日」に思う』真宗大谷派宗務所出版部 1995年
- 『いま子どもたちの闇は』アドバンテージサーバー（ブックレット生きる）　1995年
- 『いのちの涙あふれ』旬報社 （抱樸舎文庫）　1998年
- 『いま真宗の信心を戴く』法藏館 1998年
- 『いま「いのち」の声を聞く 自死のわが子より学びしこと』佼成出版社 1999年
- 『現代によみがえる歎異抄』日本放送出版協会（NHK人間講座） 2001年　のちNHKライブラリー
- 『知恵の落とし穴』風濤社 2001年
- 『高史明親鸞論集』法蔵館　2003年
  - 第1巻　いのちの声が聞こえますか
  - 第2巻　ほんとうの幸せって何ですか
  - 第3巻　歎異抄との出会い

- 『闇を喰む』角川文庫 2004
- 『念仏往生の大地に生きる』真宗大谷派宗務所出版部 東本願寺伝道ブックス 2005年
- 『悲の海は深く』真宗大谷派宗務所出版部 2005年
- 『世のなか安穏なれ 『歎異抄』いま再び』平凡社 2006年
- 『光明は黒闇のただ中に 戦争の闇をみつめる』真宗大谷派名古屋別院教化事業部 東別院booklet 2007年
- 『いのちは自分のものではない 高史明の言葉』求龍堂 2010年
- 『月愛三昧(がつあいさんまい) 親鸞に聞く』大月書店 2010年
- 『現代によみがえる歎異抄』日本放送出版協会 2010年
- 『『歎異抄』と現代』NHK出版 NHKカルチャーラジオ 2011年

### 共著・編
- 岡真史『ぼくは12歳』岡百合子共編 筑摩書房 1976年　のち角川文庫
- 『いのちの行方 人間とは何か』岡百合子共著 径書房 1981年
- 『親鸞と暗闇をやぶる力 宗教という生きる知恵』上田紀行,芹沢俊介共著 講談社+α新書, 2003年
- 『存在の大地』芹沢俊介,上田紀行共著 真宗大谷派宗務所出版部 2005年
- 『念仏者と平和 改憲・教育基本法「改正」問題と私たち』高橋哲哉,小川一乗,児玉暁洋,真城義麿,信楽峻麿 ほか共著 真宗大谷派宗務所出版部 2007年
- 『布施辰治と朝鮮』大石進,李ヒョン娘, 李圭洙共著 高麗博物館 2008年
- 『現代社会における浄土真宗 兵庫教区青年僧侶の会30周年記念シンポジウム』金光寿郎,栖雲深泥共著 自照社出版 2011年
- 『いのちと責任 対談高史明・高橋哲哉』李孝徳編 大月書店 2012年

## ドキュメンタリー
- こころの時代「歎異抄に導かれて」（2004年6月、NHK Eテレ）[10]

## オーディオブック
- CD『歎異抄』に学ぶ　アートデイズ　2003年9月収録